# اللغة الفرنسية
اللغة الفرنسية (بالفرنسية: Le français أو La langue française) هي إحدى اللغات الرومانسية المنحدرة من اللغة اللاتينية، وتُعد من أبرز اللغات العالمية من حيث الانتشار والتأثير الثقافي. تحتل الفرنسية المرتبة السابعة بين أكثر اللغات تحدثاً في العالم، والمرتبة الثامنة عشرة كلغة أم، حيث يُقدّر عدد المتحدثين بها بنحو 80 مليون شخص كلغة أولى، و190 مليون شخص كلغة ثانية، ويصل إجمالي الناطقين بها إلى حوالي 274 مليون شخص موزعين على نحو 54 دولة. وتُعد الفرنسية إلى جانب الإنجليزية اللغة الوحيدة المستخدمة في القارات الخمس.
يتركز معظم المتحدثين الأصليين بالفرنسية في فرنسا مهد اللغة، فيما يتوزع الباقون في دول مثل كندا (خصوصاً مقاطعة كيبيك)، وبلجيكا، وسويسرا، ودول إفريقيا الفرنكوفونية، إلى جانب لوكسمبورغ وموناكو.
تنحدر الفرنسية من اللاتينية الشعبية التي كانت لغة الإمبراطورية الرومانية، وتشترك في جذورها مع لغات رومانسية أخرى مثل الإسبانية، البرتغالية، الإيطالية، الكتالونية، والرومانية. كما ترتبط ببعض اللغات المحلية مثل القسطانية (أو الأوكستانية) في جنوب فرنسا، والنابولية في جنوب إيطاليا.
تأثرت اللغة الفرنسية تاريخياً بلغتين رئيسيتين:
- اللغات السلتية: التي كانت واسعة الانتشار في أوروبا الغربية والوسطى قبل الحقبة الرومانية، لكنها أصبحت لاحقاً محصورة في مناطق ساحلية محدودة في شمال غرب أوروبا.
- اللغات الجرمانية: التي دخلت إلى فرنسا بعد انهيار السيطرة الرومانية، مع غزوات شعب الإفرنج (الفرنجة)، الذين اشتق اسم "فرنسا" من اسمهم.

الفرنسية هي لغة رسمية في 29 دولة، تُشكّل ما يُعرف بـ"الفرنكوفونية"، أي مجتمع الدول الناطقة بالفرنسية. كما أنها لغة رسمية في جميع وكالات الأمم المتحدة، وتُستخدم كلغة عمل في العديد من المنظمات الدولية.
وبحسب بيانات الاتحاد الأوروبي، يتحدث نحو 129 مليون مواطن من الدول الأعضاء الفرنسية، ما يمثل نحو 26٪ من سكان الاتحاد، بينهم 65 مليون شخص (12٪) كلغة أم، و14٪ كلغة ثانية. وتُعد الفرنسية بذلك ثالث أكثر لغة يتم تعلمها كلغة ثانية في الاتحاد الأوروبي، بعد الإنجليزية والألمانية.
تاريخياً، وقبل صعود هيمنة اللغة الإنجليزية في القرن العشرين، كانت الفرنسية اللغة الأبرز في المجال الدبلوماسي الأوروبي والدولي، كما كانت لغة الثقافة والتعليم والنخب السياسية في العديد من الدول الأوروبية.

## التاريخ

### اللاتينية العامية في غاليا
اعتمد سكان غال اللاتينية بشكل تدريجي بسبب الحكم الروماني، وبما أن عامة الشعب كانوا يتعلمون اللغة فقد طورت طابعًا محليًا متميزًا، مع وجود اختلافات نحوية عن اللاتينية المحكية في أي مكان آخر، وبعضها موثق بالكتابة على الجدران. تطور هذا التنوع المحلي إلى لغات غالو رومنسية، من ضمنها الفرنسية واللغات الأكثر تقاربًا معها مثل لغة أربيتان (البروفنسالية الفرنسية).
أخذ تطور اللغة اللاتينية في غال شكله من خلال تعايش هذه اللغة لأكثر من نصف ألف عام إلى جانب اللغة الغالية القلطية الأصلية، التي لم تنقرض حتى أواخر القرن السادس، أي بعد سقوط الإمبراطورية الرومانية الغربية بوقت طويل. ظل السكان الأصليون يشكلون 90% من التعداد السكاني؛ كانت الفئة المترومنة (المتأثرة بالرومانية) تشكل نخبة السكان الأصليين المحليين (وليس المستوطنين الرومان)، الذين تعلم أطفالهم اللاتينية في المدارس الرومانية. تخلت هذه النخبة المحلية عن الغالية بشكل كامل في فترة انهيار الإمبراطورية، لكن سكان الفئات الريفية والدنيا بقوا يتحدثون بها ويتحدثون أحيانًا باللاتينية أو اليونانية. حدث التحول النهائي للغة من الغالية إلى اللاتينية العامية بين سكان الفئات الدنيا والريفية، عندما اعتمدوا إلى جانب فئة العسكر والحكام الفرنجة الوافدين اللغة اللاتينية العامية الغالو رومانية التي يتحدثها النخبة المثقفون في المدن.
ربما نجت اللغة الغالية حتى القرن السادس في فرنسا على الرغم من الرومنة الكبيرة. ساعدت الغالية بتعايشها مع اللغات اللاتينية في تشكيل اللهجات اللاتينية العامية التي تطورت إلى الفرنسية بمساهمة الكلمات المستعارة والمنقولة (بما فيها «oui»، التي تعني «نعم»)، وتغيرات الأصوات التي تشكلت نتيجة التأثر بالغالية، والتأثيرات في التصريف وترتيب الكلمات. تشير الدراسات الحسابية الحديثة إلى أن التحولات الأولى في جنس الكلمة ربما كانت متأثرًا بجنس الكلمة المقابلة لها في الغالية.
يقدر عدد الكلمات الفرنسية التي يمكن أن تُنسب إلى الغالية في قاموس بوتيت روبرت بنحو 154 كلمة، حيث يعد هذا القاموس ممثلًا للفرنسية الموحدة، في حين أنه في حال شملنا اللهجات غير الموحدة فإن العدد يزداد إلى 240. الاستعارات التي تنحرف من اللغة الغالية تتعلق بمجالات دلالية معينة، كالحياة النباتية (chêne, bille)، والحيوانات (mouton)، والطبيعة (boue)، والنشاطات المحلية (berceau)، ووحدات القياس الزراعية والريفية (arpent, lieue, borne, boisseau)، والأسلحة والمنتجات التي يتم الإتجار بها على مستوى إقليمي بدلًا من أن تكون خارجية. نُسب هذا التوزع الدلالي إلى كون الفلاحين هم آخر المتمسكين بالغالية.

### الفرنسية القديمة
تأثرت بداية الفرنسية بشكل كبير بالغزوات الجرمانية على البلاد. كان لهذه الغزوات التأثير الأكبر على الجزء الشمالي من البلاد وعلى اللغة هناك. بدأ الانقسام اللغوي بالازدياد في أنحاء البلاد. يتحدث السكان في الشمال لغة دويل (langue d'oïl)، في حين يتحدث السكان في الجنوب لغة دوك (langue d'oc). تطورت لغة دويل إلى ما يعرف الآن بالفرنسية القديمة. امتدت حقبة الفرنسية القديمة بين القرنين الثامن والرابع عشر. تشترك الفرنسية القديمة مع اللاتينية بالعديد من المميزات. استخدمت الفرنسية القديمة على سبيل المثال ترتيب كلمات مختلف كما اللغة اللاتينية لأن لديها نظام حالات يفرق بين حالات الفاعل الاسمية وحالات غير الفاعل المائلة (الموضوعية). تتسم هذه الفترة بوجود تأثير كبير للغة الطبقة العليا الفرنكية الجرمانية، التي تضمنت استخدام غير شامل للفعل الثاني في ترتيب الجملة ضمن لهجة الطبقة العليا وفي المستويات الأعلى، ووجود نسبة كبيرة من المفردات (تشكل حاليًا نحو 15% من المفردات الفرنسية الحديثة) بما فيها الضمير المفرد المجرد on (يقابله كلمة man في الجرمانية)، واسم اللغة نفسه.
حافظت الفرنسية القديمة حتى مراحلها الأخيرة، إلى جانب الاكستانية القديمة، على بقايا من نظام الحالة الاسمية القديم في اللاتينية لمدة أطول من معظم اللغات الرومنسية الأخرى (مع الاستثناء الجدير بالذكر للرومانية التي ماتزال تحافظ حتى الآن على تمييز الحالات) مما يجعلها تميز بين الحالة الاسمية والحالة المائلة (الموضوعية). تميز علم الصوتيات الكلامية فيها بضغط مقطعي ثقيل، مما أدى إلى ظهور العديد من المصوتات المزدوجة المعقدة والمتنوعة مثل -eau، التي تغيرت فيما بعد لتصبح أصواتًا أحادية.
يمكن ملاحظة أحدث دليل على ما أصبح يسمى لغة فرنسية قديمة في قسم ستراسبورغ أو سلسلة سان أولاليا، إذ بدأ أدب الفرنسية القديمة بالظهور في القرن الحادي عشر، من خلال أعمال كبيرة تركز غالبًا على حيوات القديسين (مثل حياة القديس سان أليكسيس)، أو الحروب والمحاكم الملكية، لا سيما أغنية رولاند (Chanson de Roland)، والدورات الملحمية التي ركزت على الملك آرثر وبلاطه، إضافة إلى دورة مركزة على وليام أمير أورانج.

## فيأوروبا
هي ثالث أكبر لغة في أوروبا حيث تعدّ لغة رسمية في فرنسا وبلجيكا وسويسرا وموناكو وأندورا ولوكسمبورغ.
كما تعلم اللغة الفرنسية على نطاق واسع في بعض الدول الأوروبية، فيتحدث بها 23% من سكان المملكة المتحدة و26% من سكان رومانيا وعدد وافر من أهل إيطاليا والبرتغال وإسبانيا وغيرهم في أوروبا.

## فيأفريقيا

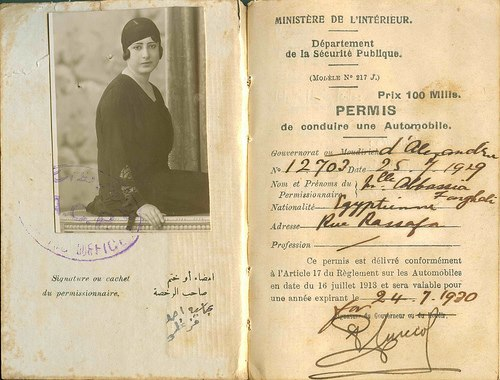
رخصة قيادة مصرية صادرة بالفرنسية سنة 1929م

نتيجة للاستعمار الفرنسي الواسع في قارة إفريقيا، انتشرت اللغة الفرنسية انتشارًا واسعًا في القارة، فيتحدث بها الناس في 31 دولة إفريقية، سواء كانت رسمية أم لم تكن، من أهمها: الكونغو الديمقراطية وساحل العاج والسنغال والكاميرون ومدغشقر وجيبوتي و جزر القمر وغيرها. كما أن اللغة الفرنسية مستخدمة على نطاق واسع جداً في تونس والجزائر وموريتانيا والمغرب حيث تعدّ اللغة الأهم بعد اللغة العربية.

## في الأمريكيتين
اللغة الفرنسية لغة رسمية في كندا ويتحدثها أكثر من 35% من السكان، معظمهم في مقاطعة كيبك، حيث يتحدث الغالبية الساحقة من سكان المقاطعة اللغة الفرنسية (فرنسية كبكية).
كما أنها اللغة الأكثر تحدثاً بالولايات المتحدة بعد الإنجليزية والإسبانية والصينية بالترتيب، وهي لغة رسمية في ولاية لويزيانا وذلك راجع للهجرة الفرنسية الكبيرة لهذه الولاية.
كما يتحدث باللغة الفرنسية عدة مناطق في قارة أمريكا الجنوبية مثل: هايتي وغوادلوب وغوايانا الفرنسية وغيرها.

## فيآسيا
للغة الفرنسية مكانة مهمة في لبنان كما أنها تعلم في مدارس سوريا، وهذا راجع للانتداب الفرنسي في هذين البلدين.
كما أنها لغة مهمة في فيتنام ولاوس وكمبوديا لكن أهميتها تراجعت هناك أمام اللغة الإنجليزية.

## الألفبائية الفرنسية
الألفبائية الفرنسية مبنية على الألفبائية اللاتينية وتحتوي على 26 حرفاً وتكتب من اليسار إلى اليمين.
تختلف الألفبائية الفرنسية عن الإنجليزية ببعض الحروف التي يُضاف عليها الحركات أو الـ"accent" مثل حرف ال "e"؛ حيث قد يُضاف فوقه
é أو è أو ê أو ë
وتلك الإضافات تغير نطق بعض الحروف، أو تُضاف لتمييز الكلمات عن أخرى شبيهة بها، أو للدلالة على تغيير لغوي سابق. من أمثلة إضافة هذه العلامات لتغيير نُطق الحروف، إضافة حرف c حيث يغير نطق الحرف من c إلي s أي من «ك» إلى «س» كما في كلمة فرنسي (بالفرنسية: Français)‏ وهذا الحرف يسمى (بالفرنسية: c cedille)‏، أو ككلمة Garçon: ولد وتنطق Garson.
تشمل اللغة الفرنسية بعض الأحرف التي لا مقابل لها بالعربية، مثل حرفيّ U أو E:
- حرف U وينطق /y/، ليس بنفس النطق في اللغة الإنجليزية، ولكن له نظيره في اللغة الألمانية وهو حرف Ü.
- حرف E ليس في اللغة العربية ولكنه يُنطق مثل ألف مضمومة ولكن بفتح الفم.

الفرنسية تحتوي الكثير من الحروف الساكنة فإذا أتت في أخر الكلمة لا تُنطق إلا في حالة الربط مثل: N , M, T, S, P, Z.